# Llista de senadors balears al Senat espanyol
La llista de senadors balears al Senat espanyol inclou totes les persones que han estat elegides per ocupar un escó al Senat d'Espanya per les tres circumscripcions electorals de les Illes Balears: Mallorca, Menorca i les Illes Pitiüses (Eivissa-Formentera), a més dels senadors designats, d'acord amb la Llei, pel Parlament de les Illes Balears.

## Senadors electes

### Legislatura constituent (1977-1979)
- MALLORCA:
  - Jeroni Albertí Picornell (UCD)
  - Ramiro Pérez-Maura Herrera (UCD)
  - Manuel Mora Esteva (PSIB)
- MENORCA:
  - Guillem de Olives Pons (UCD)
- EIVISSA-FORMENTERA:
  - Abel Matutes Juan (AP)

### I Legislatura (1979-1982)
- MALLORCA:
  - Jeroni Albertí Picornell (UCD)
  - Josep Zaforteza Calvet (UCD)
  - Gregori Mir Mayol (PSIB)
- MENORCA:
  - Tirs Pons Pons (CPM)
- EIVISSA-FORMENTERA:
  - Abel Matutes Juan (AP)

### II Legislatura (1982-1986)
- MALLORCA:
  - Antoni Ramis Rebassa (PSIB)
  - Felipe Sánchez-Cuenca Martínez (PSIB)
  - Joaquín Ribas de la Reyna (AP)
- MENORCA:
  - Antoni Villalonga Riudavets (PSIB)
- EIVISSA-FORMENTERA:
  - Enrique Ramón Fajarnés (AP)

### III Legislatura (1986-1989)
- MALLORCA
  - Emilio Alonso Sarmiento (PSIB)
  - Antoni Garcias Coll (PSIB)
  - Antoni Buades Fiol (CP)
- MENORCA
  - Antoni Villalonga Riudavets (PSIB)
- EIVISSA-FORMENTERA
  - Alonso Marí Calbet (CP)

### IV Legislatura (1989-1993)
- MALLORCA
  - Antoni Garcias Coll (PSIB)
  - Simón Pedro Barceló Vadell (PPIB)
  - Joaquín Cotoner Goyeneche (PPIB)
- MENORCA
  - Martín José Escudero Sirerol (PPIB)
- EIVISSA-FORMENTERA
  - Alonso Marí Calbet (CP)

### V Legislatura (1993-1996)
- MALLORCA
  - Antoni Garcias Coll (PSIB)
  - José Cañellas Fons (PPIB)
  - Jaume Font Barceló (PPIB)
- MENORCA
  - Martín José Escudero Sirerol (PPIB)
- EIVISSA-FORMENTERA
  - Josep Juan Cardona (PPIB)

### VI Legislatura (1996-2000)
- MALLORCA
  - Antoni Garcias Coll (PSIB)
  - Ramon Antoni Socias Puig (PSIB)
  - José Cañellas Fons (PPIB)
- MENORCA
  - Bernat Llompart Díaz / Llorenç Cardona Seguí (PPIB)
- EIVISSA-FORMENTERA
  - Pilar Costa Serra (Pacte Progressista de les Pitiüses)

### VII Legislatura (2000-2004)
- MALLORCA:
  - Eduard Gamero Mir / Bartomeu Seguí Prat (PPIB)
  - José Manuel Ruiz Rivero (PPIB)
  - Ramon Antoni Socias Puig (PSIB)
- MENORCA:
  - Josep Seguí Díaz (PPIB)
- EIVISSA-FORMENTERA:
  - Enric Fajarnés Ribas (PPIB)

### VIII Legislatura (2004-2008)
- MALLORCA:
  - Joan Fageda Aubert (PPIB)
  - Carlos Ripoll Martínez de Bedoya (PPIB)
  - Joaquín Bellón Martínez (PSIB)
- MENORCA:
  - Josep Seguí Díaz (PPIB)
- EIVISSA-FORMENTERA:
  - Antoni Marí Marí (PPIB)

### IX Legislatura (2008-2011)
- MALLORCA:
  - Joan Fageda Aubert (PPIB)
  - Joana Xamena Terrasa (PPIB)
  - Francesc Xavier Ramis Otazua (PSIB)
- MENORCA:
  - Artur Bagur Mercadal (PSIB-EU-PSM-VERDS)
- EIVISSA-FORMENTERA:
  - Pere Torres Torres (PSIB-ExC)

### X Legislatura (2011-2015)
- MALLORCA:
  - Llorenç Bosch (PPIB)
  - Margalida Duran (PPIB)
  - Antoni Manchado (PSIB)
- MENORCA:
  - Joana Francisca Pons (PPIB)
- EIVISSA-FORMENTERA:
  - Josep Sala (PPIB)[1]

### XI Legislatura (2016)
- MALLORCA:
  - Margarita Quetglas Quesada (Podem)
  - Miguel Ángel Ramis Socías (PPIB)
  - Catalina Soler Torres (PPIB)
- MENORCA:
  - Juana Francisca Pons Vila (PPIB)
- EIVISSA-FORMENTERA:
  - Santiago Marí Torres (PPIB)

### XII Legislatura (2016-2019)
- MALLORCA:
  - Margarita Quetglas Quesada (Podem)
  - Miguel Ángel Ramis Socías (PPIB)
  - Catalina Soler Torres (PPIB)
- MENORCA:
  - Juana Francisca Pons Vila (PPIB)
- EIVISSA-FORMENTERA:
  - Santiago Marí Torres (PPIB)

### XIII Legislatura (2019)
- MALLORCA:
  - Cosme Bonet Bonet (PSIB)
  - Susanna Moll Kammerich (PSIB)
  - Maria Salom Coll (PPIB)
- MENORCA:
  - Maria del Carmen García Querol (PSIB)
- EIVISSA-FORMENTERA:
  - Patricia Abascal Jiménez (PSIB)

### XIV Legislatura (2019-2023)
- MALLORCA:
  - Cosme Bonet Bonet (PSIB)
  - Susanna Moll Kammerich (PSIB)
  - Maria Salom Coll (PPIB)
- MENORCA:
  - Jordi López Ravanals (renuncia el 23 de novembre de 2020)
    - Cristóbal Marqués Palliser (PPIB) (des del 24 de novembre de 2020)
- EIVISSA-FORMENTERA:
  - Patricia Abascal Jiménez (PSIB)

### XIV Legislatura (2023- )
- MALLORCA:
  - Pere Joan Pons Sampietro (PSIB)
  - Maria Salom Coll (PPIB)
  - Martín Ángel Torres Valls (PPIB)
- MENORCA:
  - Cristóbal Marqués Palliser (PPIB)
- EIVISSA-FORMENTERA:
  - Juanjo Ferrer Martínez (Independent a proposta de PSIB-SUMAR-EUIB-ARA EIVISSA)

## Senadors per designació autonòmica

### II Legislatura (1982-1986)
- José María Lafuente López (PPIB) (08/11/1983 - 23/04/1986)

### III Legislatura (1986-1989)
- Antoni Roses Juaneda (UM) (15/07/1986 - 21/05/1987)
- Francesc Quetglas Rosanes (CDS) (28/07/1987 - 02/09/1989)

### IV Legislatura (1989-1993)
- Francesc Quetglas Rosanes (CDS) (21/11/1989 - 03/07/1991)
- Guillem Vidal Bibiloni (PPIB) (24/07/1991 - 23/11/1992)

### V Legislatura (1993-1996)
- Guillem Vidal Bibiloni (PPIB) (06/07/1993 - 05/07/1995)
- Manuel Jaén Palacios (PPIB) (11/07/1995 - 09/01/1996)

### VI Legislatura (1996-2000)
- Manuel Jaén Palacios (PPIB) (09/04/1996 - 01/08/1999)
- Manuel Cámara Fernández (EUIB) (17/08/1999 - 18/01/2000)

### VII Legislatura (2000-2004)
- Manuel Cámara Fernández (EUIB) (14/04/2000 - 07/07/2003)
- Carlos Gutiérrez González (PPIB) (14/07/2003 - 20/01/2004)

### VIII Legislatura (2004-2008)
- Carlos Gutiérrez González (PPIB) (14/07/2003 - 19/05/2007)
- Pere Sampol Mas (PSM-EN) (18/07/2007)

### IX Legislatura (2008-2011)
- Pere Sampol Mas (PSM-EN) (18/07/2007)
- Joan Huguet i Rotger (PPIB)

### X Legislatura (2011-2015)
- Francesc Antich Oliver (PSIB)
- José María Rodríguez Barberá (PPIB) - Maria Antònia Garau i Juan (PPIB)

### XI legislatura (2016)
- Francesc Antich Oliver (PSIB)
- José Ramón Bauzá Díaz (PPIB)

### XII legislatura (2016-2019)
- Francesc Antich Oliver (PSIB)
- José Ramón Bauzá Díaz (PPIB)
- Antonio Francisco Fuster Zanoguera (PPIB)

### XIII legislatura (2019)
- José Vicente Marí Bosó (PPIB)
- Vicenç Vidal Matas (MÉS)

### XIV legislatura (2019-2023)
- José Vicente Marí Bosó (PPIB)
- Vicenç Vidal Matas (MÉS)

### XV legislatura (2023-)
- José Francisco Hila Vargas (PSIB)
- Miguel Ángel Jerez Juan (PPIB)